# Usine Stellantis de Mangualde
L'usine Stellantis de Mangualde est une usine automobile de Stellantis (ex-PSA) situé à Mangualde au Portugal. Le nom officiel du site est CPMG.
Elle produit actuellement une partie de la production des véhicules utilitaires compacts du groupe Stellantis : Citroën Berlingo III, Citroën Berlingo III Van, Peugeot Rifter et Partner III, Opel/Vauxall Combo D et Combo D Life, Fiat Doblò III et Toyota ProAce City + Toyota ProAce City Verso.

## Histoire
Créée en 1962, l'usine est très modeste, les volumes produits ont atteint 60 véhicules par jour au milieu des années 1990.
L'usine est célèbre pour l'évènement qui s'y est déroulé le 27 juillet 1990. En effet, ce jour-là, la dernière 2 CV y a été produite. C'est une 2 CV Charleston Gris Cormoran et Gris Nocturne. Elle sortit des chaînes à 16 h 30 avec une fanfare locale en même temps qu'une AX 5 portes rouge, sa remplaçante.
La production de l'usine de Mangualde a doublé en 1997 pour atteindre environ 130, puis passer les 200 en l'an 2000 grâce au succès de la gamme Berlingo - Partner.
Le site est certifié ISO 9001 depuis 2000 pour la qualité de sa production. Du point de vue environnemental, le site est certifié ISO 14001 depuis 2000.
Les quelque 1 500 employés du site produisaient environ 240 véhicules par jour en 2005 soit un peu plus de 50 000 par an, alors que les autres usines automobiles en Europe de l'Ouest ont plutôt une taille standardisée de 150 000 (1 ligne de montage) à 450 000 (2 lignes de montage) véhicules par an. Aujourd'hui encore, le site reste très atypique en Europe de l'Ouest dans la mesure où la production est très peu automatisée.
Au début des années 2020, la production journalières est de 333 véhicules.
Au fil des années de nombreux modèles de la marque Citroën se sont relayés sur les chaînes d'assemblage : 2 CV, Ami, GS, Visa, AX, Saxo... L'usine s'ouvre ensuite à la production de véhicules Peugeot en 1998 puis Opel en 2019.
A la fin 2018, l'usine de Mangualde a produit un total 800 000 Peugeot Partner et Citroën Berlingo. 

## Ateliers de production
- Ferrage et emboutissage
- Peinture
- Chaîne de montage
- Contrôle qualité
- Logistique
- Emballage et expéditions de pièces de rechange

## Production

### Production journalière moyenne
| Année  | 1994 | 1995 | 1996 | 1997 | 1998 | 1999 | 2000 | 2001 | 2002 | 2003 | 2004 | 2005 | 2006 | 2007 | 2008 | 2009 |
| ------ | ---- | ---- | ---- | ---- | ---- | ---- | ---- | ---- | ---- | ---- | ---- | ---- | ---- | ---- | ---- | ---- |
| Ventes | 63   | 60   | 65   | 131  | 127  | 199  | 218  | 221  | 224  | 228  | 233  | 237  | 270  | 278  | 285  | 162  |

### Production annuelle
| Année  | 1970  | 1980  | 1985  | 1990   | 1998   | 2000   | 2002   | 2005   | 2006   | 2007   |
| ------ | ----- | ----- | ----- | ------ | ------ | ------ | ------ | ------ | ------ | ------ |
| Ventes | 2 779 | 6 691 | 8 645 | 13 900 | 27 776 | 49 753 | 50 954 | 53 426 | 57 218 | 64 065 |

## Modèles produits
- Citroën 2CV (AZL) (1964 - 27 Juillet 1990)
- Citroën 2CV fourgonnette AZU (1964 - 1970) et Citroën 2CV fourgonnette AK (1965 - 1976)
- Citroën Type H (1965 - 1976)
- Citroën Ami (1965 - 1976)
- Citroën DS (1966 - 1975)
- Citroën Dyane AY (1967 - 1983)
- Citroën Méhari MHA (1969 - 1983)
- Citroën GS (1970 - 1976)
- Citroën FAF (1977 - 1982)
- Citroën CX (1979 - 1982)
- Citroën GSA (1980 - 1981)
- Citroën Visa (1981 - 1987)
- Citroën AX (1990 - 1998)
- Citroën Saxo (1996 - 2000)
- Citroën Berlingo I et Peugeot Partner I (M59) (1998 - 2011)
- Citroën Berlingo II et Peugeot Partner II (2009–2018)[5]
- Citroën Berlingo III, Citroën Berlingo Van III, Peugeot Partner III, Peugeot Rifter, Opel Combo D, Opel Combo D Life et  Fiat Doblò III (B9) (depuis 2018 pour les Citroën et Peugeot, depuis 2019 pour l'Opel, depuis octobre 2022 pour Fiat)[6],[7],[8]